# جسم ستاره‌ای جوان
جسم ستاره‌ای جوان (انگلیسی: Young stellar object) یا (YSO) ستاره‌ای را در مرحله اولیه تکامل خود نشان می‌دهد. این کلاس از دو گروه اجرام تشکیل شده است: پیش‌ستاره‌ها‌ و ستاره‌های پیش‌رشته اصلی.

## طبقه‌بندی بر اساس توزیع انرژی طیفی
یک ستاره از تجمع موادی که از یک قرص پیراستاره‌ای یا پوششی به یک پیش ستاره می‌افتد تشکیل می‌شود. مواد موجود در دیسک خنک‌تر از سطح پیش ستاره است، بنابراین در طول موج‌های طولانی‌تر نور تابش می‌کند و تابش مادون قرمز اضافی ایجاد می‌کند. با کاهش مواد موجود در دیسک، مادون قرمز اضافی کاهش می‌یابد؛ بنابراین، YSOها به طور معمول بر اساس شیب توزیع انرژی طیفی آنها در مادون قرمز میانی، با استفاده از طرحی که توسط لادا (۱۹۸۷) معرفی شد، به مراحل تکاملی طبقه‌بندی می‌شوند. او سه کلاس (I, II و III) را بر اساس مقادیر فواصل شاخص طیفی پیشنهاد کرد:
{\displaystyle \alpha \,}:
{\displaystyle \alpha ={\frac {d\log(\lambda F_{\lambda })}{d\log(\lambda )}}}.